# Жебри-Лясковець
Жебри-Лясковець (пол. Żebry-Laskowiec) — село в Польщі, у гміні Нур Островського повіту Мазовецького воєводства.
Населення — 214 осіб (2011).
У 1975-1998 роках село належало до Ломжинського воєводства.

## Демографія
Демографічна структура станом на 31 березня 2011 року:
|          | Загалом | Допрацездатний вік | Працездатний вік | Постпрацездатний вік |
| -------- | ------- | ------------------ | ---------------- | -------------------- |
| Чоловіки | 111     | 28                 | 60               | 23                   |
| Жінки    | 103     | 16                 | 48               | 39                   |
| Разом    | 214     | 44                 | 108              | 62                   |